# Henrik 2. af Nassau
Henrik den rige af Nassau (omkring 1190–omkring 1251) blev greve af Nassau i 1198.

## Forældre
Henrik den rige var søn af Kunigunde af Ziegenhain og Walram 1. af Nassau.

## Ægteskab og børn
Henrik den rige giftede sig med Mathilde af Geldern-Zütphen.
Deres ældste søn Walram 2. af Nassau blev far til Adolf af Nassau, der var Tysklands konge fra 1292 til 1298.
Deres tredje ældste søn Otto 1. af Laurenburg-Nassau blev greve af Nassau-Siegen og Nassau-Dillenburg. 